# Григорий Доростолски и Червенски
Григорий Доростолски и Червенски е висш български духовник, Доростолски и Червенски митрополит на Българската екзархия от 1872 до 1898 година.

## Биография
Митрополит Григорий е роден през 1828 година в бесарабското село Сороки, Молдова (тогава в пределите на Руската империя) със светското име Георги Немцов. От ранна възраст се подготвя за монах, послушник е в молдовския манастир „Нямцу“. През 1846 г. е изпратен на обучение в Хилендарския манастир в Света гора. Там се запознава със заточения привърженик на българската църковна независимост Иларион Макариополски. Продължава образованието си в духовното училище в Карея, гръцкото училище в Куручешме, а през 1857 г. е приет в богословското училище на о. Халки, курсът на което завършва през 1863 г. с научна степен „Д-р на богословието“. Владее немски, гръцки, турски, руски и румънски език. От 1863 до 1869 г. служи в българската църква „Свети Стефан“ в Цариград и преподава в българското училище в града. През 1866 става архимандрит.
След официалното създаване на Българската екзархия през 1870 Григорий участва активно в нейното учредяване и в избора на пръв български екзарх. През 1872 става митрополит на Доростолската и Червенската епархия със седалище в Русчук. След започването на бунтовете в Босна и Херцеговина през 1875, призовава населението да изпълнява „верноподаническите си задължения“ и помага на властите да заловят революционера Тома Кърджиев. След началото на Руско-турската война през 1877 Григорий отново приканва хората да останат верни на султана, а след навлизането на руските войски в страната – да сътрудничат и на тях.
След Освобождението е депутат в Учредителното събрание през 1879, назначен е по право като митрополит. Изявява се впоследствие като привърженик на консервативното крило. Подпомага активно преврата през 1881 г.
От 1884 е действителен член на Българското книжовно дружество.
Почива на 16.12.1898 г. в гр. София. Погребан е в притвора на русенския катедрален храм „Св. Троица“.